# Haedanula subinermis
Haedanula subinermis Caporiacco, 1941 è un ragno appartenente alla famiglia Thomisidae.
È l'unica specie nota del genere Haedanula.

## Distribuzione
L'unica specie oggi nota di questo genere è stata rinvenuta in Etiopia.

## Tassonomia
Dal 1941 non sono stati esaminati altri esemplari, né sono state descritte sottospecie al 2014.